# Främlingen från skyn
Främlingen från skyn är en svensk fantasy- och dramafilm från 1956, i regi av Rolf Husberg. I huvudrollerna ses Alf Kjellin och Marianne Bengtsson.

## Handling
I ett norrländskt stationssamhälle anländer en dag två främmande personer med ett flygplan, som tvingats nödlanda. Dessa tas om hand av myndigheterna, och efter inledande vård ska de fortsätta med tåg till Stockholm. Den unga damen Lo får strax därpå syn på en person som hoppar i fallskärm nära samhället och håller sig gömd. Hon tror, att mannen är ute efter de två tidigare anlända herrarna, men ingen tror på hennes berättelse om fallskärmshopparen. Därför beslutar hon sig för att själv följa med det tåg de båda herrarna kommer att resa med, och mycket riktigt följer den mystiske mannen med på tåget.

## Om filmen
Som förlaga har filmen Linda Larssons roman Kurirplan nödlandar från 1945 som hon gav ut under pseudonymen Linde Ray. Filmen premiärvisades den 27 februari 1956 på biograf Astoria i Stockholm.
Tågresan i filmen påbörjades på Tärnsjö station, som inte ligger i Norrland.

## Rollista i urval
- Marianne Bengtsson – Lo
- Alf Kjellin – Stig Hallman, ingenjör
- Günther Hüttmann – främlingen
- Georg Funkquist – Erik Fridman, handelsresande
- Arne Källerud – Bror Eneflod, handelsresande
- Sif Ruud – Elin Lundgren, Los faster, affärsinnehavarinna
- Lars Elldin – Björn Lundgren, fjärdingsman, Elins man
- Gull Natorp – tågpassagerare, skådespelerska
- Meg Westergren – nygifta fru Hagström, tågpassagerare
- Gösta Prüzelius – nygifta herr Hagström, tågpassagerare
- David Stein – vetenskapsmannen i landsflykt